# Gare de Wandignies-Hamage
Gare de Wandignies-Hamage vasútállomás Franciaországban, Wandignies-Hamage településen.

## Vasútvonalak
Az állomást az alábbi vasútvonalak érintik:
- Somain-Halluin-vasútvonal

## Kapcsolódó állomások
A vasútállomáshoz az alábbi állomások vannak a legközelebb: